# Justo Rufino Barrios
Justo Rufino Barrios Auyón (ur. 19 lipca 1835 w San Lorenzo, zm. 2 kwietnia 1885 w Chalcuapa) – prezydent Gwatemali w latach 1873-1885.

## Życiorys
Porzuciwszy zawód prawnika, wstąpił w szeregi walczącej na zachodzie Gwatemali armii rebeliantów, w której dosłużył się stopnia generała. Po jej zwycięstwie i obaleniu konserwatywnego rządu autorytarnego prezydenta Vicente Cerny został dowódcą armii gwatemalskiej, a dwa lata później - następcą tymczasowego prezydenta Miguel Garcíi Granadosa. W czasie jego liberalnych rządów doszło m.in. do uchwalenia nowej konstytucji (1879), ograniczenia roli gwatemalskiego Kościoła katolickiego i sekularyzcji majątków tej organizacji, wprowadzenia wolności wyznania i prasy, reformy edukacji (ustanowienie systemu szkół publicznych), przebudowy stolicy kraju, postępów w dziedzinie kolejnictwa i technologii oraz wzrostu gospodarczego (rozwój uprawy kawy i bananów). Jednocześnie doprowadził do zaostrzenia dyskryminacji ludności indiańskiej i umocnienia się wpływów obcego kapitału, zwłaszcza niemieckiego, zaś odebrane Kościołowi dobra przekazywał zaufanym współpracownikom i nepotom.
W polityce zagranicznej dążył do powtórnego wcielenia w życie idei zjednoczonej Ameryki Środkowej z sobą jako jej przywódcą, zyskując zwolenników w postaci Marco Aurelio Soto (prezydenta Hondurasu) i Rafaela Zaldivara (prezydenta Salwadoru). Nieprzychylny zarówno wewnętrznej, jak i zagranicznej polityce Barriosa prezydent Meksyku, Porfirio Díaz, przekonał ich do wycofania się z porozumienia (do opozycji dołączyły również Nikaragua i Kostaryka). To skłoniło gwatemalskiego dyktatora do zbrojnej realizacji swojego planu. Po wkroczeniu do Salwadoru w bitwie pod Chalcuapą w dniu 2 kwietnia 1885 roku wojska Gwatemali poniosły klęskę, zaś dowodzący nimi prezydent Barrios został zabity. 
Jego imię upamiętnia m.in. nazwa miasta Puerto Barrios.